# عمر حملي
العمر الحملي (بالإنجليزية: Gestational age) هو مقياس لعمر حمل مركزه آخر دورة شهرية طبيعية أو حساب العمر بحسب ما مقدر بحسب الطريقة، كما في حالة إضافة 14 يوما بعد التخصيب (في حالة طفل الأنابيب) أو بواسطة تخطيط صدى التوليد. أكثر طريقة شائعة لتحديد العمر الحملي هو الاعتماد على آخر دورة شهرية قدر الإمكان، أما إذا لم يمكن الاعتماد عليها فيمكن الحساب منذ تاريخ التخصيب.
تحديد بداية الحمل لحساب العمل الحملي قد يكون أن مختلفا تبعا للجدال حول بداية الحمل وبداية تشخص الإنسان.

## طرق حساب العمر الحملي
إن الطرق الرئيسي التي اقترحها المؤتمر الأمريكي للنسائية والتوليد هي:
- الحساب مباشرة من أول يوم في آخر دورة شهرية.
- مقارنة حجم الجنين مع مجموعة مرجعية بعد مشاهدة حجم الجنين بواسطة تخطيط صدى التوليد.[1]
- في حالة طفل الأنابيب، يتم الحساب منذ استرجاع الخلية البيضية أو ارجعها في الرحم وإضافة 14 يوما.[2]

يمكن تحديد العمر الحملي من خلال تحديد تاريخ الإباضة والذي يمكن تقديره اختبار الإباضة وإضافة 14 يوما.
الجدول التالي يوضح طرق حساب العمر الحملي:
| طرق تقدير العمل الحملي                                                              | التباين (2 الانحراف المعياري) |
| ----------------------------------------------------------------------------------- | ----------------------------- |
| الأيام منذ استرجاع الخلية البيضية أو ارجعها في الرحم في حالة طفل الأنابيب + 14 يوما | ± يوم واحد                    |
| الأيام منذ توقع الإباضة في تحريض الإباضة + 14 يوما                                  | ±3 أيام                       |
| الأيام منذ التلقيح الاصطناعي + 14 يوما                                              | ±3 أيام                       |
| الأيام منذ الجماع + 14 يوما                                                         | ±3 أيام                       |
| الأيام منذ تقدير الإباضة بواسطة درجة حرارة الجسم الأساسية + 14 يوما                 | ±4 أيام                       |
| الفحص الطبي للأثلوث الأول                                                           | ± أسبوعان                     |
| الفحص الطبي للأثلوث الثاني                                                          | ±4 أسابيع                     |
| الفحص الطبي للأثلوث الثالث                                                          | ±6 أسابيع                     |
| تخطيط صدى التوليد في الأثلوث الأول (طول تاجي مقعدي)                                 | ±8% من التقدير                |
| تخطيط صدى التوليد في الأثلوث الثاني (محيط الرأس وطول عظم الفخذ)                     | ±8% من التقدير                |
| تخطيط صدى التوليد في الأثلوث الثالث (محيط الرأس وطول عظم الفخذ)                     | ±8% من التقدير                |

المخططات التالية تستخدم لتثقدير العمر الحملي بواسطة تخطيط صدى التوليد وباستخدام مقاييس مختلفة:

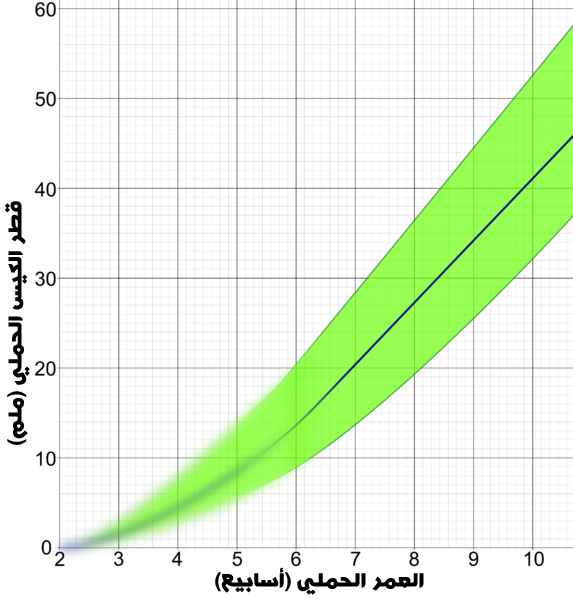
بواسطة قطر الكيس الحمل
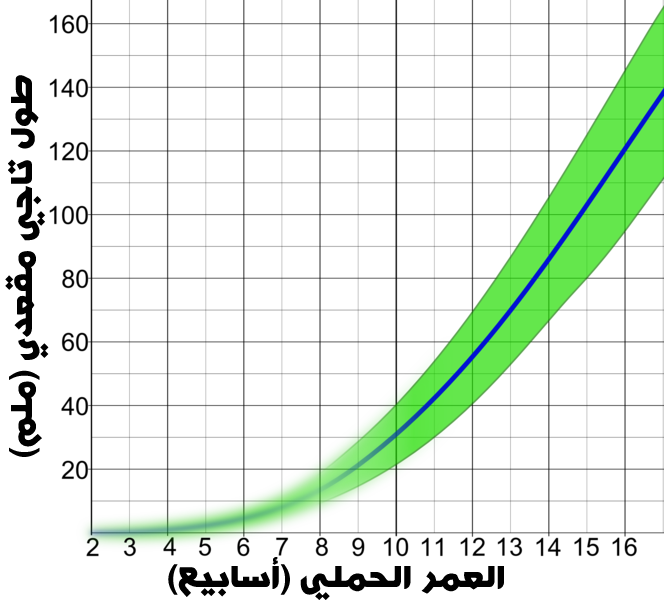
بواسطة الطول التاجي المقعدي (CRL)
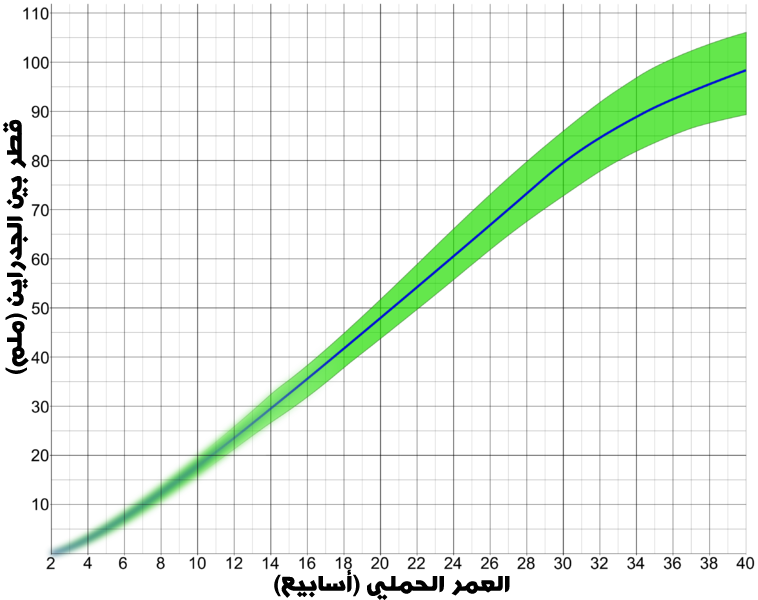
بواسطة القطر بين الجدارين (BPD)

## تقسيمات العمر الحملي
| العمر الحملي بالأسابيع | التصنيف      |
| ---------------------- | ------------ |
| <37 0/7                | خديج         |
| 34 0/7 - 36 6/7        | خديج متأخر   |
| 37 0/7 - 38 6/7        | أوان مبكر    |
| 39 0/7 - 40 6/7        | في الأوان    |
| 41 0/7 - 41 6/7        | أوان متأخر   |
| > 42 0/7               | متأخر الأوان |

الحمل الطبيعي يستمر 40 أسبوعا (280 يوما)، وتعد الفترة من 38 إلى 42 أسبوعا حملا طبيعيا. الطفل الذي يولد في الأسبوع السابع والثلاثين يعد مولودا بولادة مبكرة ويكون المولودة معرضا للمرض والوفاة. أما إذا كان الحمل أكثر من 42 أسبوعا فتعد حالة حمل متأخر الأوان. التواريخ المقدرة احستسبت بواسطة قاعدة نيجيليه.

الجدول الزمني للحمل حسب العمر الحملي.